# Glostora
Glostora fue una marca de fábrica de un fijador estadounidense para el cabello manufacturado por R. L. Watkins Company, introducida en 1921, en diversos países de Latinoamérica. La marca glostora fue utilizada como término para apodar a los individuos cuidadosos de su persona.
En 1955 en Costa Rica a ciertos miembros del Partido Liberación Nacional se les llamaba glostora y posteriormente se empezó a llamar su período en el poder como glostorismo.

## Historia
Fue una marca utilizada principalmente para el fijador de cabello: un líquido aceitoso ambarino con ligero perfume que le daba brillo manteniéndolo asentado. Fue manufacturado inicialmente por la empresa R. L. Watkins Company que la introdujo al mercado estadounidense en 1921; en 1934 la marca pasa a propiedad de Sterling Products junto con las marcas Dr. Lyon's, Liquid Avron y Watkins.
El fijador perfumado para el cabello Glostora fue introducido en el mercado latino en la década de los cuarenta.
En la Argentina se relacionó a Glostora con la imagen el tango, hubo un programa radial muy popular que se emitió durante muchos años, llamado Glostora Tango Club https://es.m.wikipedia.org/wiki/Glostora_Tango_Club

## Publicidad
Los canales más utilizados por la publicidad eran la radiofonía y los medios gráficos. La marca auspició programas radiales que llevaban su nombre como el Glostora Tango Club. En México se transmitía por la XEQ el programa El reportero de la noche de Glostora en 1942, en 1948 apareció Glostora... presenta su programa Musicalerías por la estación de radio XEMR-AM.

## Marcas comerciales convertidas en nombres genéricos
Existe un proceso denominado vulgarización de marca por el cual las nombres de marcas comerciales extremadamente populares se convierten en sustantivos comunes que sirven para designar genéricamente al producto o servicio. Algunos ejemplos de conocidas marcas en el mundo hispanohablante que se han hecho nombre genérico son: aspirina, Cellophane (celofán o celo), curitas, Chupa-Chups (chupachús), Cinemascope, Gomina, Jeep, Kerosén (queroseno), Maizena (maicena), Plasticola, Plastilina (plastilina), Rimmel (rímel), Armor All (almorol) y otros. Parece ser también el caso de la glostora.